# المنصورة (إربد)
المنصورة منطقة سكنية تقع في لواء بني كنانة، محافظة إربد في الأردن. تنتمي المنطقة لقضاء بني كنانة الذي يضم 28 منطقة. يقدر عدد سكانها بـ 5502 نسمة حسب إحصاء 2015.

## الوصلات الخارجية
- دائرة الاحصاءات العامة